# Record Minas
Record Minas é uma emissora de televisão brasileira sediada em Belo Horizonte, capital do estado de Minas Gerais. Opera no canal 2 (28 UHF digital) e é uma emissora própria da Record, cobrindo toda a Região Metropolitana de Belo Horizonte e grande parte do interior mineiro. Seus estúdios estão localizados no bairro Floresta, e sua antena de transmissão está na Serra do Curral, no Belvedere.

## Sinal digital

### Transição para o sinal digital
Com base no decreto federal de transição das emissoras de TV brasileiras do sinal analógico para o digital, a RecordTV Minas, bem como as outras emissoras de Belo Horizonte, cessou suas transmissões pelo canal 2 VHF em 22 de novembro de 2017, seguindo o cronograma oficial da ANATEL. A emissora cortou a transmissão às 23h59, durante a transmissão do Gugu. Durante o intervalo do programa, foi exibido um informativo sobre a TV digital apresentado por Fábio Porchat, e logo em seguida foi inserido o slide do MCTIC e da ANATEL sobre o switch-off.